# Beloglottis subpandurata
Beloglottis subpandurata es una especie de orquídea de hábito epifita originaria de Centroamérica.

## Distribución y hábitat
Se distribuye por Costa Rica, Guatemala, Panamá y  Nicaragua donde es conocida en por una sola colección (Moreno 7385) que se encuentra en los bosques húmedos, en Cerro Kilambé, en Jinotega en alturas de 800–1000 metros. La floración se produce en marzo. Esta especie se distingue de las especies cercanas por la forma del labelo, el cual es más amplio en la base y en el medio y solo se expande levemente después de la constricción justo debajo del ápice, el cual tiene los bordes diminutamente ciliolados, además por el ápice agudo del labelo y por el hábito epífito.

## Descripción
Es una orquídea de hábito epifita que alcanza hasta los 21 cm de alto, con hasta 8 hojas basales presentes durante la época de fructificación. Hojas de 10 cm de largo y 1.5 cm de ancho; pecíolo 5 cm de largo. Inflorescencia multiflora, brácteas hasta 1 cm de largo, las flores de color verde; el sépalo dorsal de 4.5 mm de largo y 1.2 mm de ancho, los sépalos laterales de 5 mm de largo y 1.5 mm de ancho, encorvados en posición natural; pétalos lineares, de 4 mm de largo y 0.6 mm de ancho, obtusos, 1-nervios, adheridos al sépalo dorsal y ligeramente más cortos que este último; labelo angostamente panduriforme-lanceolado, de 5 mm de largo y 1.6 mm de ancho, agudo, ligeramente contraído cerca del ápice con bordes diminutamente ciliolados, la base unguiculada y con un par de callos carnosos, disco 3-carinado; columna corta.

## Taxonomía
Beloglottis subpandurata fue descrita por (Ames & C.Schweinf.) Garay y publicado en Botanical Museum Leaflets 28(4): 302. 1980[1982].
Etimología
Beloglottis: nombre genérico que proviene del griego belos que significa "dardo", y glotta, la "lengua", en referencia al formato de los labios de sus flores.
subpandurata: epíteto latino que significa "casi con forma de violín".
Sinónimos
- Spiranthes subpandurata Ames & C.Schweinf., Schedul. Orchid. 8: 4 (1925).[1]